# Seebrücke Scharbeutz

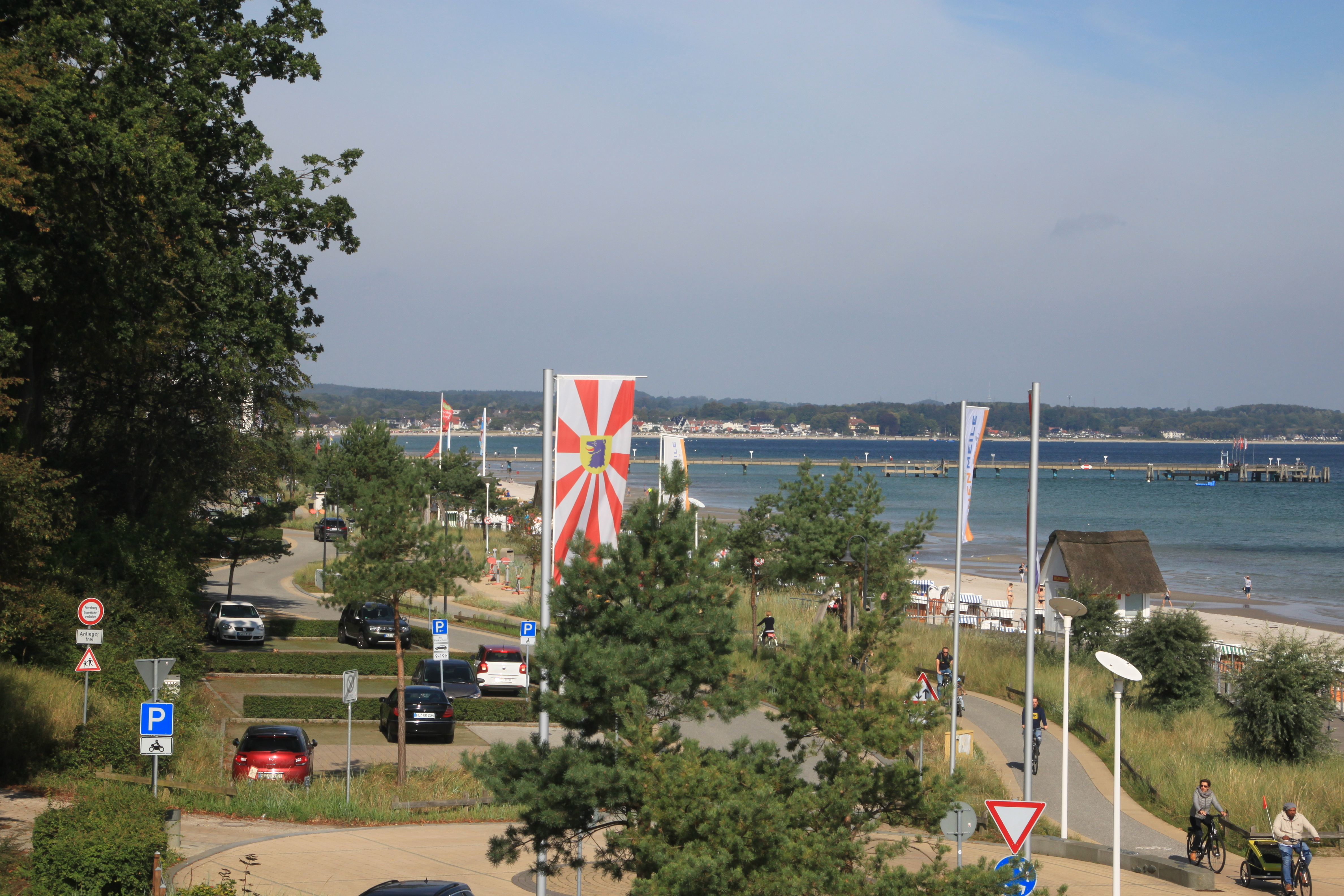
Seebrücke in Scharbeutz (2019)

Die Seebrücke Scharbeutz ist eine Seebrücke im Ostseeheilbad Scharbeutz, an der Westküste der Lübecker Bucht in Schleswig-Holstein an der Ostsee.

## Geschichte

### Überblick
Die erste hölzerne Anlegebrücke wurde 1909 errichtet. Im Januar 1940 wurde die Brücke durch starken Eisgang zerstört. 1956 erfolgte die Errichtung einer neuen hölzernen Seebrücke, die 1997 durch eine 265 Meter lange Brücke aus Stahlbeton ersetzt wurde. 2022 musste die alte Seebrücke abgerissen werden, durch Sturm und Wellen hatte das Meer über die Zeit ganze Arbeit geleistet. Der Neubau der Seebrücke mit einer Doppelspitze wurde im Jahr 2025 abgeschlossen.

### Brückenneubau 2025
Die neue Seebrücke soll zusammen mit dem Brückenvorplatz ein modernes Erscheinungsbild erhalten und möglichst nachhaltig gebaut werden. Aufgrund des Klimawandels und dem Anstieg des Meeresspiegels wird sie höher gebaut und mit 310 Metern ist sie länger als ihre Vorgängerin.
Die Seebrücke besteht aus einer Stahlbetonkonstruktion, die auf – 16 Meter tief in den Meeresboden eingerammten – Tragrohren errichtet wurde. Die Tragrohre haben einen Durchmesser von 106,7 cm.
Die Gesamtfläche der Brücke beträgt 2.285 Quadratmeter, wovon 1.730 Quadratmeter holzbedeckt sind. Der Belag des Brückenoberbaus besteht aus dem Tropenholz Bongossi, das besonders widerstandsfähig gegen die salzhaltige Meeresluft ist. Der 277 Quadratmeter große Anleger ist mit einem Gitterrast versehen.
Der Brückenlauf ist vom Brückenvorplatz mit etwa 0,5 Prozent leicht ansteigend, von 3,30 Meter Höhe und 5 Meter Breite, steigt er am Brückenkopf auf 4,70 Meter an, wo er 4 Meter breit ist. Dort befinden sich der leicht erhöhte Nordbalkon und der Südbalkon, welche mit Sitzbänken versehen sind. Der 615 Meter lange Handlauf der Brücke besteht aus dem witterungsbeständigen und harten Kebony-Holz und ist mit einer indirekten LED-Beleuchtung versehen. Die Seitenfüllungen bestehen – ähnlich den Fischernetzen – aus einem feinen Stahlnetzwerk.
Der Brückenbau begann im März 2023 und wurde im Mai 2025 abgeschlossen. Die ursprüngliche geplante Bauzeit von 14 Monaten verlängerte sich aufgrund von Witterungseinflüssen, des aufwendigen Baus des Fangdamms und ökologischer Aspekte, etwa zum Schutz der Schweinswale.
Die Kosten der Seebrücke erhöhten sich von ursprünglich acht Millionen Euro auf 19 Millionen Euro, 90 % trägt das Land Schleswig-Holstein. Die Gründe für die Kostensteigerung wird vom Scharbeutzer Rathaus wie folgt angegeben: Die Preise für das Baumaterial, vor allem für Stahl aus der Urkaine, seien enorm gestiegen. Außerdem hatten Lieferengpässe und schlechtes Wetter inklusive Sturmflut dafür gesorgt, dass sich die Arbeiten immer wieder verzögerten.